# Douepea
Douepea é um género botânico pertencente à família Brassicaceae.
Este género possui duas espécies. Em 2001, foi proposta a redução do género Dolichorhynchus a sinómino de Douepea e uma nova combinação, Douepea arabica, foi também proposta nessa altura.

## Espécies
- Douepea arabica
- Douepea tortuosa